# Ferdo Juvanec mlajši
Ferdo Juvanec mlajši, slovenski skladatelj, * 1908, † 1978, Ljubljana.
Med letoma 1934 in 1952 je deloval kot učitelj glasbe v Ljubljani, Mariboru, Novem mestu in na Ptuju, od leta 1953 dalje pa je bil član orkestra Slovenske filharmonije. Njegov skladateljski opus obsega predvsem komorne skladbe.